# Милош Николин
Милош Николин (Београд, 1968) српски је књижевник. Поред писања прозе, бавио се позоришном критиком и новинарством.

## Биографија
Дипломирао је Фармацеутском факултету у Београду. Први роман “Praeclarus hortus” објавио је 1993. Рецензент Давид Албахари наводи да се, определивши се за експеримент, Милош Николин није приклонио ни једном од праваца у савременој српској прози, изабравши уједно најтежи и најнеизвеснији пут. По њему ова књига излази из оквира уобичајеног пре свега језиком и брижљиво осмишљеном, необичном композицијом.

## Рецензије
“Роман Милоша Николина „Praeclarus hortus“ је отворен позив читаоцима да се укључе у кохерентну организацију приче, која је замишљена као интелектуална игра писца и читаоца. У маниру онога што се тако непрецизно назива постмодерно, писац ове књиге организацију приче и могућности уписане у текст користи вешто не би ли се избрисале границе између фикције и збиље и не би ли читалац постао опседнут оним што Жан Бодријар назива вртоглавом игром завођења.
Имајући у виду Кундерину дефиницију романа као ироничне уметности, запажам да и Милош Николин следи ову форму својим осећајем за иронично. И он зна да иронија није баук, већ је једина остала човеку као начин за прочишћавање свих ствари и њихово чување од конфузије и хаоса”.
Дајана Јовановић
Збрика кратких прича “Десерт” 1997. ослања се на избор литерарних вредности који по мишљењу Итала Калвина чине литерарни пртљаг за 21.век. У сатирично-гротескним причама, тематски проседеи сервирају се као десерти, мали залогаји који се узимају након главног јела.
Збирка есеја “Балкански карневал”, у књижевно- есејистичком кључу пружа увид у суноврат једне земље . Кроз четири кратка есеја писац предочава каталог онога што се дешавало у последњој деценији двадесетог века. „Технологија уништења“ је есеј који се одржава на теоријским флоскулама инволуције зла, насловна тема “Балкански карневал”, конципирана је кроз урушавање једне земље и цивилизације као сажетак проласка кроз тунел страве, следи „Пуста земља“, фактографски снимак места којим су овладали прашина, мутанти и радиоакитвност и над које аутор уздиже мач гнева и освете, док „Скенирање гробова“ представља сусрет са масовним гробницама и са жртвама човекове махнитости од којих никада није и неће бити изнуђен опроштај. 
По мишљењу уредника Милисава Савића ово је била прва књига после петог октобра чији аутор се супродставио оној масовној хистерији која нарушава индивидуално, која уништава слободу. И то на тај начин што је начинио минуциозну анализу пре свега културних збивања. Уједно то је књига једног изврсног интелектуалца који размишља у нијансама.
“Наша стварност већ одавно није била наша...немост је тих година била главни покровитељ свеопштој екстази плиткоумља и зла." Управо би се у ових неколико речи могла сажети идеја-водиља четири кратка есеја који чине “Балкански карневал” Милоша Николина. Згуснут, напрегнут до распскавања, наизуст исписан-изговорен текст ове невелике књиге - попут оних које су намучиле Сиорана, Ч. Милоша, Конрада, Хамваша - нам предочава кратак каталог онога што нам се дешавало у поседњој деценији 20. столећа. Карневал је то који се одржава на рушевинама духа и земаљских творевина, на коме су главне тачке акробације суноврата над гробовима и пред публиком мутаната сваке врсте, у којима као реквизита добро служи и примитивно оруђе и дигиталне технике уништавања, а као улазница пролази како кап нафте тако и барел крви.”
Милутин Станисавац
Романом “Фризер”2014. Милош Николин се приближава цивилизацији спектакла и катастрофе. Живот модерног човека је конципиран као стална садашњост, њена експликација није судбина већ спектакл - "глобализација осећања у тренутном времену". Али човек још увек живи у линеарном трајању, због тога је још увек историја одговор на тренутност. Роман “Фризер” је одговор на такву историју, необичан и књижевно успео покушај да се сагледају сва лица цивилизације и сви псеудоними духовне посусталости људског друштва.
“Из романа „Фризер“ исприповедано је све оно што је цивилизацијско искушење, све оно што је на неки начин - и можда је то права формулација, ауторов интелектуални и дубоко хумани неспокој. Уједно, овај роман омогућава нам да се приближимо самој трагичности цивлиизације спектакла и катастрофе, а самим тим, што је неминовно, и што само добри романи могу, да се приближимо универзалној трагици индивидуе, односно личности.”(Петар В. Арбутина)
„Фризера“ можемо сматрати одличном сатиричном књигом јер су све оне ствари у вези са глобалним катастрофама, са разумевањима међу људима, са екологијом, технологијом и заштитом од свих могућих и немогућих ствари које нас наводе да размишљамо како да најбоље осмислимо свој живот, да је све то дато са изразито сатиричним набојем.”(Давид Албахари)
Роман ”Прашки бегунац” 2015. доноси жанровско измештање. У исто време ово је пикарски роман, али и роман сазревања, својеврсни „буилдингс роман“ двадесет првог века.
Прашки бегунац уистину бежи кроз ову књигу, креће се на таласу сопствене менталне буре у потрази за присношћу љубавног прибежишта. Управо попут јунака Гогољеве “Белешке једног лудака” и овај луцидни јунак Николиновог романа приповеда сагу о нестајању у раљама савременог света. Сатира, фини хумор и иронија граде читав један вокабулар нијансирања литерарног штива које је надасве атипично. Роман „Прашки бегунац“ као сведочанство несвакидашњег егзистенцијалног бродолома, јесте прилог историји спасења. 
Петар В. Арбтуина сматра да је Милош Николин писац који жели да оде даље од приче, да надиђе једноставну аксиологију стварности и да уђе дубоко иза појма. Не иза његове појавности, већ у дубину постојања и откривања смисла. Зато су претпоставке његовог интелектуалног интересовања и писања романа утемељене на последичном низу дешавања у друштву спектакла и цивилизацији катастрофе - у два доминантна аспекта који обликују савремени живот. 
Према мишљењу Јелене Маринков, литерарни проседеи Милоша Николина баве се актуелним темама у крајње неодређеном миљеу, што је његов редован ауторски поступак. Такође, његово писање обележавају дескрипција и монолог као претежно стилско средство којим у потпуности дочарава свет једносмерне комуникације, пријатна апстракција реченице, која финализује њен хладни мисаони колорит, дизајнирајући при том један каталошко-дигитални поглед на свет, чије је доминантно исходиште социјална дијагноза савременог тренутка.

## Дела

### Књиге прича
Десерт (1997)

### Романи
- Praeclarus hortus(1993)
- Фризер (2014)
- Прашки бегунац (2015)

### Есеји
Балкански карневал (2001)